# 鬼男爵
《鬼男爵》，（原名：IGli orrori del castello di Norimberga)是1972年在意大利和西德联合制作的一部电影，由马里奥·巴瓦執導 ，由约瑟夫·科顿、艾尔克·萨默、马西莫·吉洛蒂 主演的剧情片，该电影主要讲述一个人到了一间城堡，因为一些原因，遇到了一个可怕的公爵的故事。该电影没有受到特别多的好评。

## 電影內容
一位美国人来到了奥地利来上大学，并且他还想趁着学习的时候，得知一些自己的家族史，而刚好其叔叔知道后，于是便让他来到了叔叔家。并且他还意外的知道了他的祖先，是一个臭名昭著的公爵，喜欢虐杀别人为乐。并且，还有可以复活他的传说。
而后这个人于是和其朋友因为好奇，决定将这个公爵复活。而这个人的叔叔得知了这些事情后，自然是要阻止他们不能这么做。
然而，这个公爵还是复活了，并且想折磨这些住在城堡的人。
最后，在这些人的努力下，他们终于逃出了男爵的控制，并被被复活的男爵也因为一些原因而被击败……

## 演员表
- 约瑟夫·科顿
- 艾尔克·萨默
- 马西莫·吉洛蒂
- 拉达·拉西莫夫
- Umberto Raho
- 卢西亚诺·皮格齐
- 妮可莱塔·埃尔米
- 安东尼奥·坎塔福拉
- Rolf Hädrich
- 马里奥·巴瓦 [5][6]

## 備註
1. ↑  柯蒂，罗伯托2017年所著的图书《意大利哥特式恐怖电影》1970-1979 年电影介绍。ISBN 978-1476629605.
2. 1 2  .   [2022-01-23]. （原始内容存档于2022-01-23）.
3. ↑  .   [2022-01-23]. （原始内容存档于2022-01-23）.
4. ↑  卢米斯·达里尔的评价
5. ↑  .   [2022-01-23]. （原始内容存档于2022-01-23）.
6. ↑  卢卡斯·蒂姆 2007年所著《马里奥巴瓦：黑暗的所有颜色》 ISBN 978-0-9633756-1-2.